# Роггенбург (Баварія)
Роггенбург (нім. Roggenburg) — громада в Німеччині, знаходиться в землі Баварія. Підпорядковується адміністративному округу Швабія. Входить до складу району Ной-Ульм.
Площа — 27,41 км2. Населення становить 2780 ос. (станом на 31 грудня 2020).